# Telmatactis cricoides
Telmatactis cricoides es una especie de anémona de mar de la familia Isophelliidae. Telmatactis cricoides fue descrito científicamente por primera vez por Duchassaing en 1850.

## Galería de imágenes

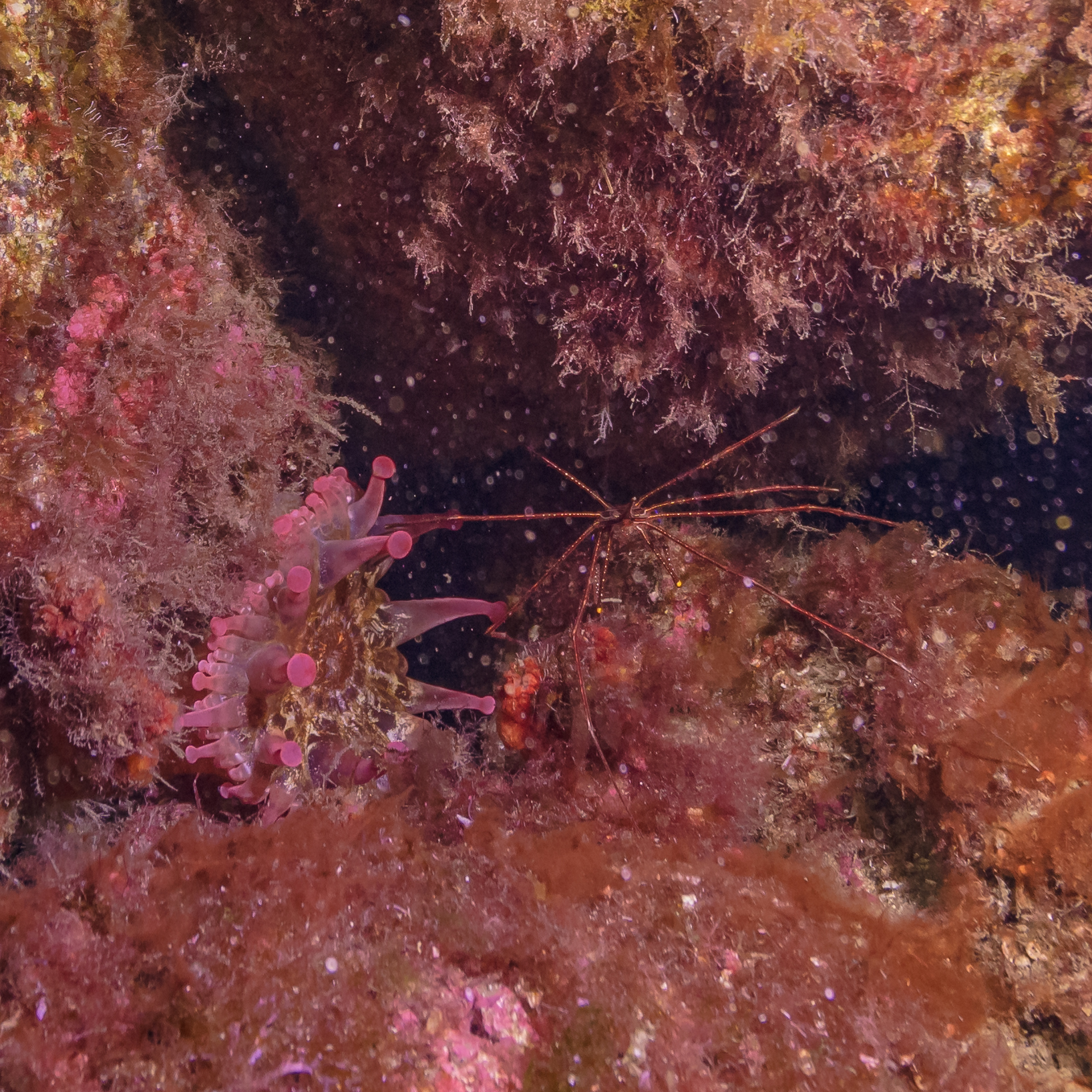
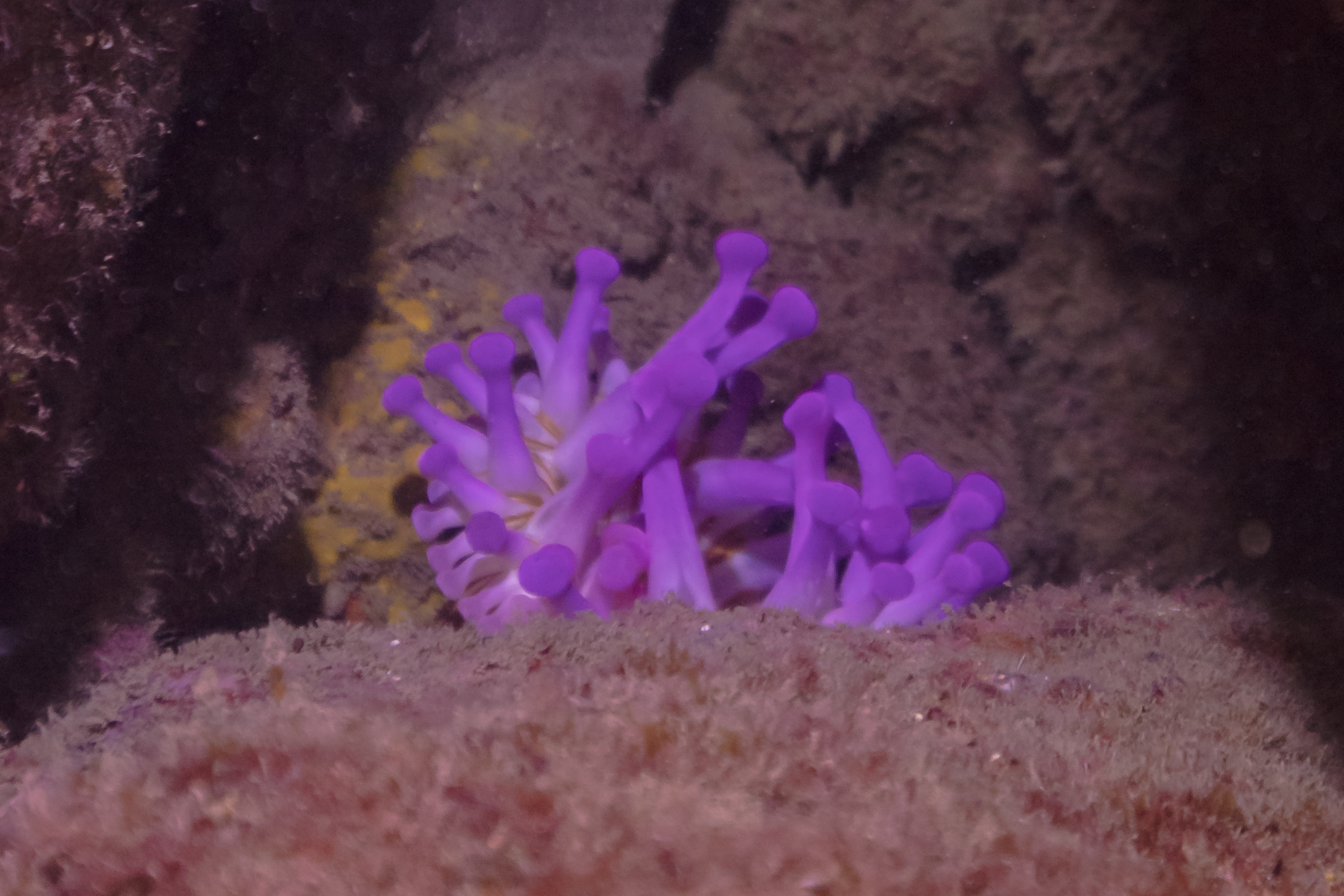
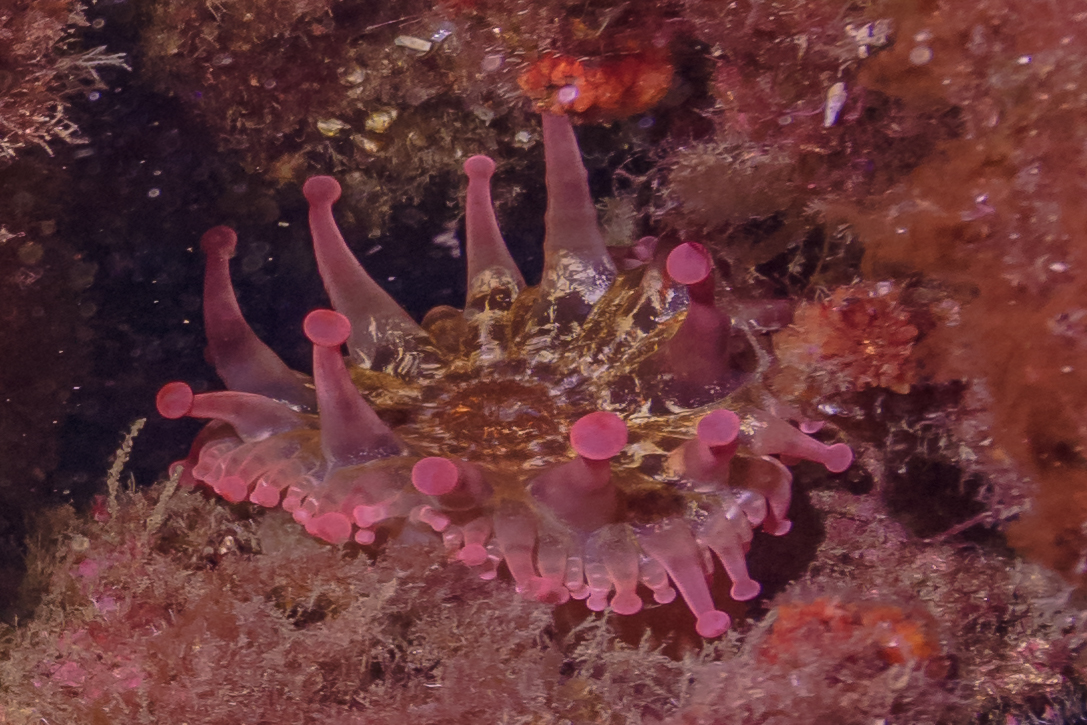
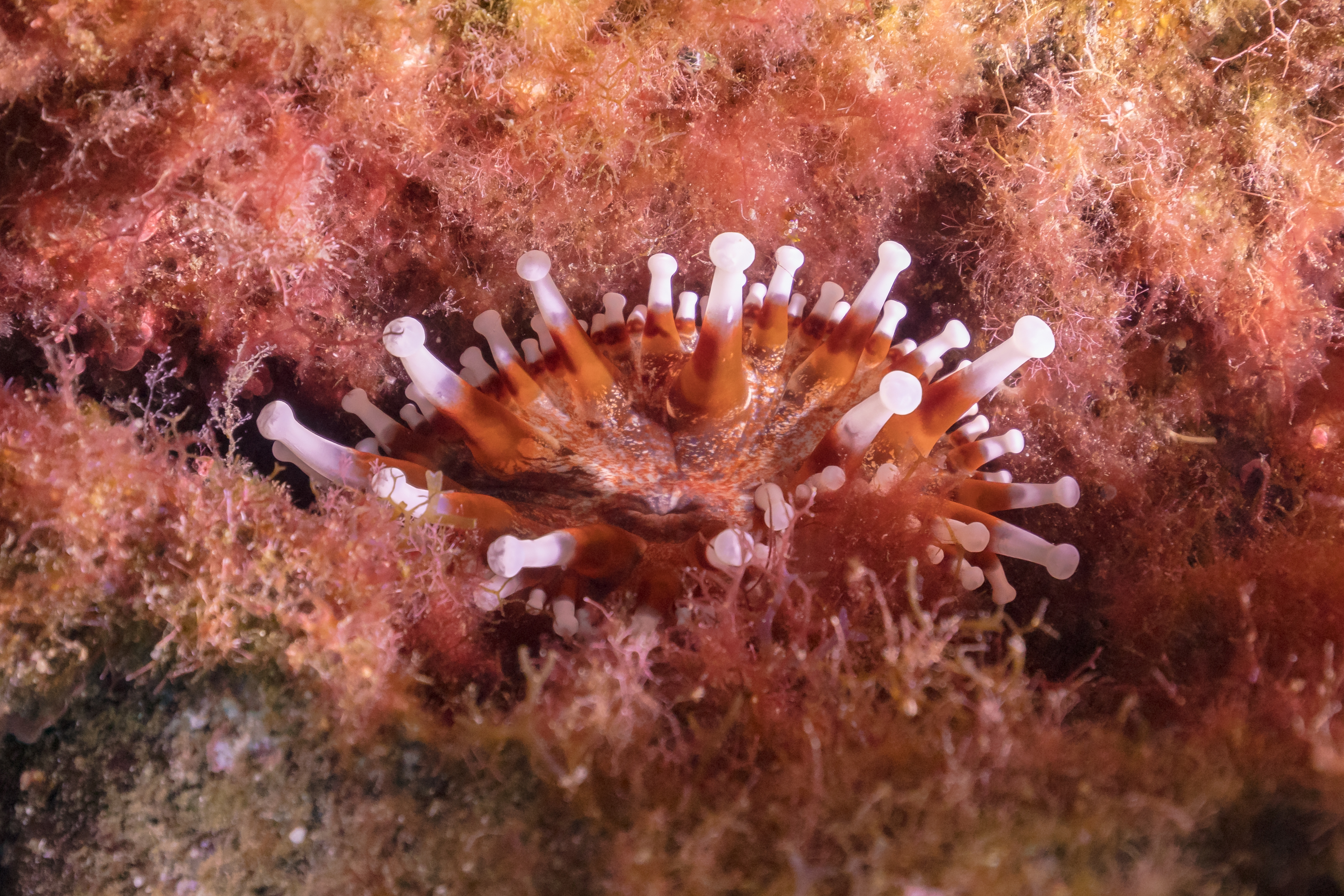
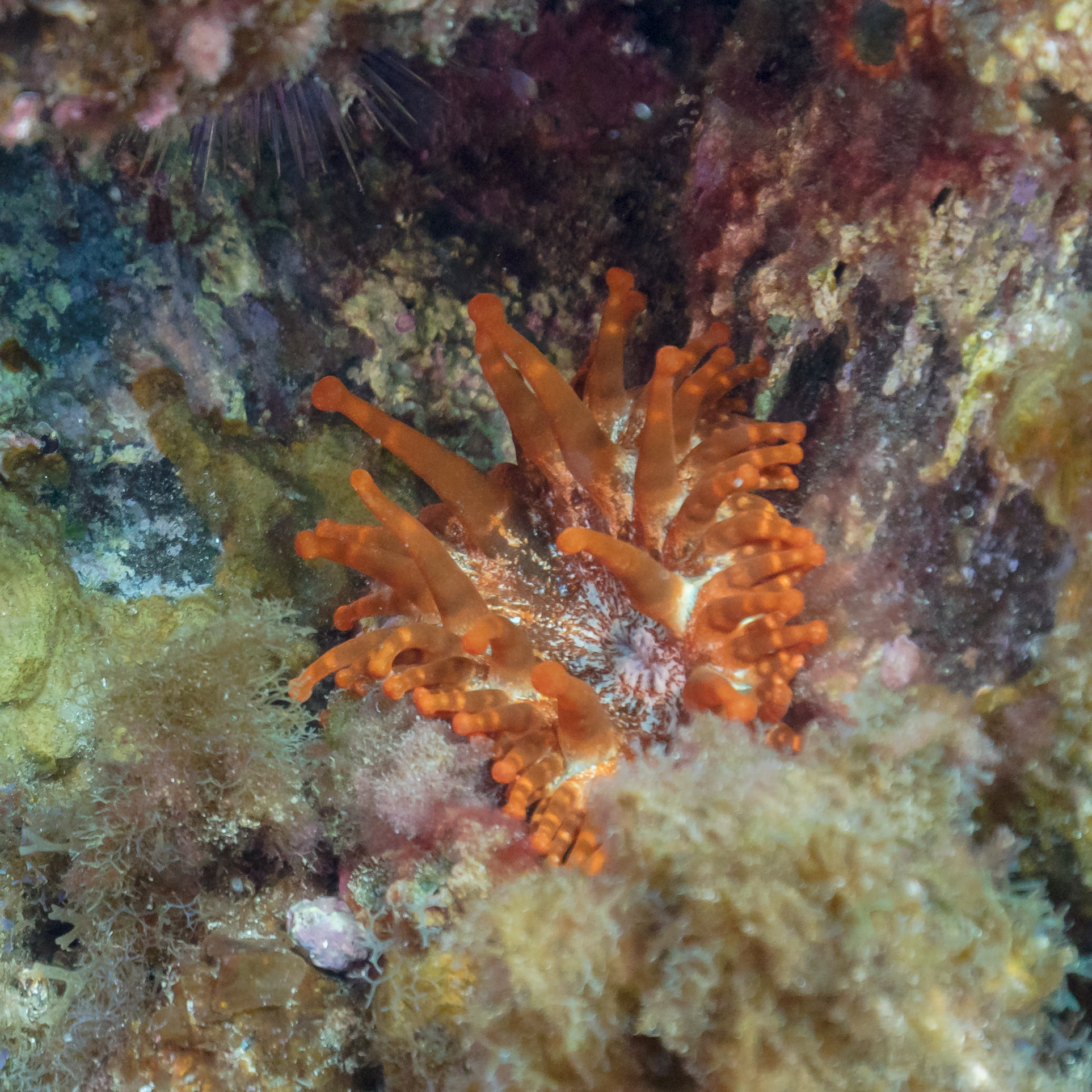